# Janetiella infrafoli
Janetiella infrafoli är en tvåvingeart som beskrevs av Monzen 1955. Janetiella infrafoli ingår i släktet Janetiella och familjen gallmyggor. Inga underarter finns listade i Catalogue of Life.